# 시너픽스
시너픽스(Synaffix)는 암 치료를 위해 주로 사용되는 항체-약물 결합물(ADCs)의 임상 단계의 플랫폼 기술을 개발한 네덜란드의 바이오 테크놀로지 회사이다.  ADCs는 화학 요법에 사용되는 유사한 효능을 가진 강력한 소분자 페이로드를 활용하지만, 암 세포만을 대상으로 하고 정상적인 건강한 조직을 보호할 수 있도록 설계되어 있다.
시너픽스의 독점 기술은 다양한 종류의 암 치료를 가능하게 하기 위해 개발되었으며, 이러한 표적 암 치료제의 효과를 크게 향상시키면서 안전성과 내성을 개선하도록 설계되었다.
시너픽스 기술을 이용한 최첨단 ADC는 2018년에 최초의 암 환자에게 제공되었으며, 기존의 주요한 임상 단계 ADC 기술과 비교했을 때, 주어진 항체와 ADC 페이로드를 사용하는 경우, 시너픽스 기술을 이용한 ADC는 큰 향상된 효과와 더 뛰어난 내성 및 안전성을 나타내는 것이 벤치마킹 연구들을 통해 꾸준히 입증되고 있다.
시너픽스와 ADC Therapeutics 사이의 상업 라이선스 계약은 2016년 10월 처음 공개되었다. 이 계약에 따르면 ADCT는 시너픽스 기술을 이용하여 하나 이상의 제품을 개발할 수 있다. 그 후, 시너픽스는 2017년 10월에 ADC T가 이미 2016년 계약에서 시너픽스 기술을 사용하여 제2의 ADC 제품 후보를 개발하기 위해 두 번째 특정 타겟 라이선스를 활성화했다고 발표했다. 이 외에도 ADCT는 잠재적인 향후 프로그램을 위해 추가적인 한정된 수의 단일 타겟 라이선스를 취할 수 있는 옵션을 보유하고 있다.
시너픽스가 최근에 자사의 ADC 기술을 커버하는 특허를 확보했는데, 이는 2035년까지 적어도 결과적인 치료제 제품에 대한 종단간 보호를 제공한다.
시너픽스는 2010년 라트바우트 대학교(Nijmegen)에서 수행된 무구리 클릭 화학(copper-free click chemistry) 분야의 발명을 기반으로 설립되었다.   그 후, 이 화학 방법이 표적 항암 치료제의 생성을 용이하게 하기 위해 효소 항체 수정(enzymatic antibody modification)과 결합되었다.